# Мезеновка (Краснопольский район)
Мезеновка (укр. Мезенівка) — село, Мезеновский сельский совет,
Краснопольский район, Сумская область, Украина.
Является административным центром Мезеновского сельского совета, в который, кроме того, входят сёла Новоалександровка, Черемушки, Птушка и посёлок Майское.

## Географическое положение
Село Мезеновка находится на берегу реки Пожня,
выше по течению на расстоянии в 6,5 км расположено село Лесное,
ниже по течению на расстоянии в 2,5 км расположено село Славгород.
На реке несколько запруд.

## История
- Село Мезеновка основано в середине XVII века.

Являлось селом Ряснянской волости Ахтырского уезда Харьковской губернии Российской империи, в 1848 году здесь был построен сахарный завод.
В июле 1995 года Кабинет министров Украины утвердил решение о приватизации находившихся здесь сахарного завода и свеклосовхоза. В дальнейшем, сахарный завод был признан банкротом, остановлен и прекратил существование.
Население по переписи 2001 года составляло 1273 человека.

## Экономика
- «Мезеновский», ЧП.

## Транспорт
Через село проходят автомобильные дороги Т-1901 и Т-1913.

## Объекты социальной сферы
- Мезеновская общеобразовательная школа.
- Детский сад.
- Стадион.
- Библиотека.
- Отделение «Укрпочты».
- Отделение «Ощадбанка».
- Сельский совет.
- Фельдшерский пункт, амбулатория.
- Отделение "Нова почта"

## Достопримечательности
- Памятник воинам Великой Отечественной войны.